# Hackelia guatemalensis
Hackelia guatemalensis är en strävbladig växtart som först beskrevs av A. Brand, och fick sitt nu gällande namn av A. Brand. Hackelia guatemalensis ingår i släktet Hackelia och familjen strävbladiga växter. Inga underarter finns listade i Catalogue of Life.